# آرائیک آدامیان
آرائیک آندرانیکی "آرا" آدامیان (ارمنی: Արայիկ Անդրանիկի "Արա" Ադամյան؛ زادهٔ ۶ ژوئن ۱۹۷۳ در گیومری) یک بازیکن فوتبال در پست هافبک اهل ارمنستان است.

## باشگاهی
از باشگاه‌هایی که در آن بازی کرده‌است می‌توان به شیراک، آرارات ایروان و پیونیک اشاره کرد.

## تیم ملی
وی همچنین در تیم ملی فوتبال ارمنستان بازی کرده‌است. آدامیان نخستین بازی ملی خود را که یک بازی دوستانه بود در تاریخ ۲۰ ژوئن ۱۹۹۶ در لیما در مقابل پرو انجام داده‌است.